# Gabriel Mutu
Gabriel Mutu (n. 24 august 1969, București) este un jurist și om politic român. Gabriel Mutu este  absolvent al Facultății de Drept din cadrul Universității Româno-Americană și al Academiei Naționale de Informații. .
Conform RISE Project, Mutu este mason în loja “Călugăreni nr. 176” din Drumul Taberei.

## Activitate politică
Gabriel Mutu a fost ales senator în legislaturile 2008-2012 și 2012-2016 pe listele PSD. Între 2016 și 2020 Gabriel Mutu a ocupat funcția de primar al Sectorului 6 acesta demisionând din Senat pe 22 iunie 2016. La alegerile locale din 2020 a pierdut funcția de primar în detrimentul lui Ciprian Ciucu. A fost reales senator în legislatura 2020-2024. 